# Gentle On My Mind
Gentle on My Mind é uma canção de John Hartford e foi escrita em 1967 sendo primeiramente lançada pelo próprio autor no mesmo ano da composição, e posteriormente por Glenn Campbell, no mesmo ano.
Foi gravada por Elvis Presley em 14 de janeiro de 1969 e lançada no disco From Elvis in Memphis do mesmo ano. É considerada por especialistas como uma das canções mais sofisticadas e com uma das letras mais interessantes da carreira de Elvis.
Uma curiosidade sobre essa canção é que Roberto Carlos chegou a ser processado por Hartford na década de 1980 por plágio. A canção "Caminhoneiro", dizia ele, copiava os arranjos de "Gentle On My Mind". No entanto, segundo Roberto, "Caminhoneiro" seria uma versão para o português gravada para o especial da Rede Globo de 1984, numa época em que o Brasil não aderia a todas as convenções de direitos autorais internacionais. Assim, a canção passou, posteriormente, a ser devidamente creditada como versão.

## Prêmios

### Grammy
Ano de 1968
- Melhor desempenho folk
- Melhor canção de country e western
- Melhor gravação de country e western
- Melhor desempenho vocal masculino de country e western (Glen Campbell)

## Outras gravações
- Glen Campbell
- Patti Page
- en:Boots Randolph
- Aretha Franklin
- Dean Martin
- Madeleine Peyroux